# Spetshagtorn
Spetshagtorn (Crataegus rhipidophylla) är en buske eller ett litet träd i släktet hagtornar (Crataegus) av familjen rosväxter. Spetshagtorn kan bli upp till sex meter högt. Den finns i södra Skandinavien, och ner till norra Medelhavet jämte Ukraina, eller om man så vill: de låga och centrala bergen i tempererad del av Kontinentaleuropa. Spetshagtorn trivs upp till ca 1800 meter över havet. Spetshagtorn är mindre vanlig än andra arter i hagtornssläktet. Den kan bilda hybrider med andra arter i släktet.[källa behövs] Arten växer i skogsbryn och hagmark, gärna i lövskog.

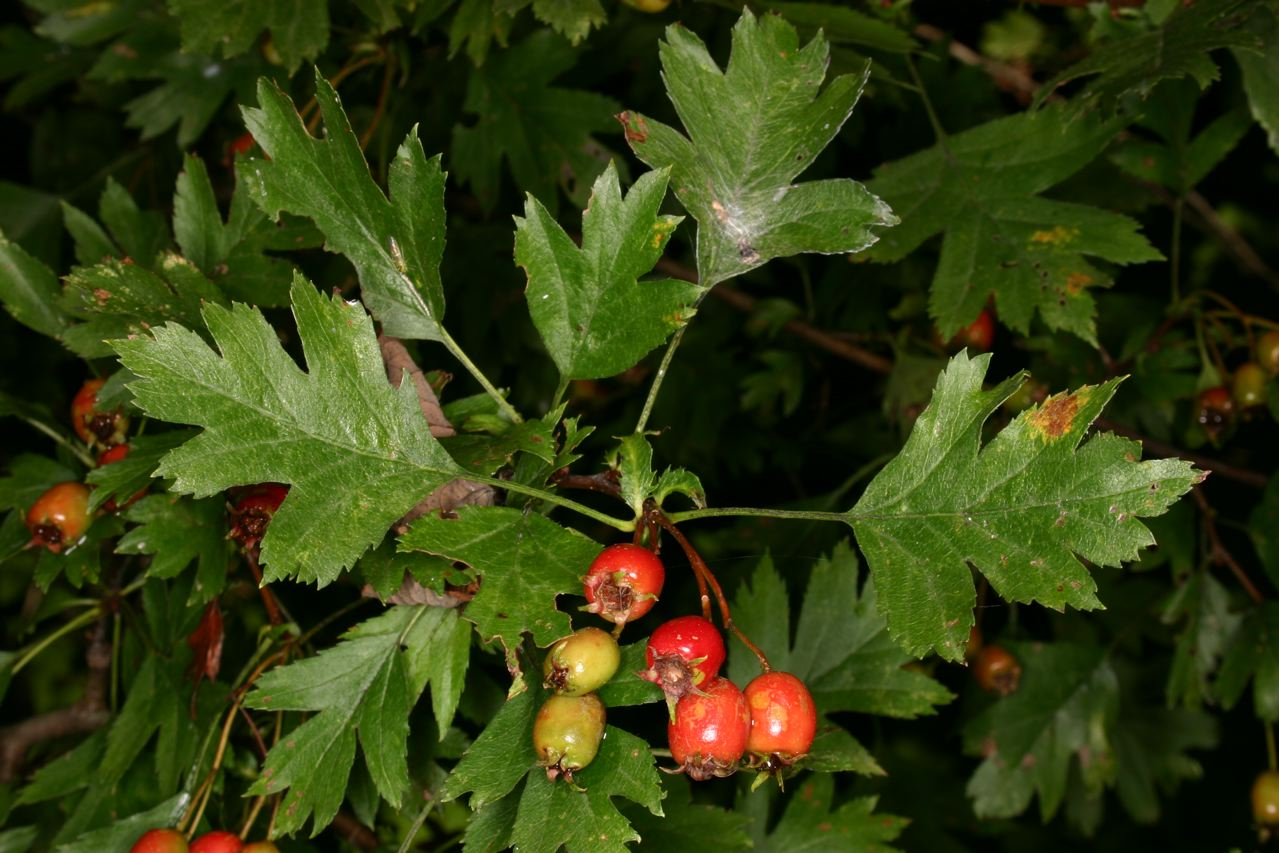
Frukt och blad

I likhet med andra ur hagtornssläktet kan spetshagtorn användas för brännvinskryddning. Frukten och även bladen lär vara ätliga, men har historiskt inte uppskattats för sin sötsura smak.[källa behövs] Frukterna som är 0,8-1½ cm stora har en sten, är röda som mogna och fruktköttet är vitgult, trådigt och något mjöligt. Fruktens tillbakaböjda, ganska korta, foderblad förekommer även som framåtriktade foderblad. Den blommar i maj-juni och frukterna kommer i juli-oktober.
Artnamnet rhipidophylla härleds från grekiskans rhipis (i betydelsen solfjäder) och fyllon (blad).
Kromosomantalet är {\displaystyle 2\ \mathrm {n} =68}